# Pleochaeta lynckii
Pleochaeta lynckii är en svampart som först beskrevs av Speg., och fick sitt nu gällande namn av Speg. 1883. Pleochaeta lynckii ingår i släktet Pleochaeta och familjen Erysiphaceae.   Inga underarter finns listade i Catalogue of Life.